# Ocyptamus periscilla
Ocyptamus periscilla är en tvåvingeart som först beskrevs av Hull 1943.  Ocyptamus periscilla ingår i släktet Ocyptamus och familjen blomflugor. Inga underarter finns listade i Catalogue of Life.